# Thorectes albarracinus
Thorectes albarracinus là một loài bọ cánh cứng trong họ Geotrupidae. Loài này được miêu tả khoa học năm 1928 bởi Wagner.